# And His Name is John Cena
And His Name is John Cena (em português:E o nome dele é John Cena) refere-se a um meme da Internet e uma forma de trollagem envolvendo vídeos que primeiro ganharam popularidade no serviços de compartilhamento de vídeo como Vine e YouTube no verão de 2015. O meme nasceu e foi inspirado por vários trotes feitos no programa Z Morning Zoo de Norfolk, na estação de rádio WNVZ da Virgínia, em 2012. Os clipes, notados por um escritor como simbolizando a frustração dos fãs da WWE em relação à publicidade exagerada do lutador americano John Cena, retratam um trecho de um filme popular, série de TV, música ou outra forma de mídia que é interrompida pelo vídeo de entrada de Cena, enquanto um locutor grita "E o nome dele é John Cena!" e sua música tema "The Time Is Now " toca, geralmente alto. O meme foi muito bem recebido pelos jornalistas e pelo próprio Cena.

## Origens
O meme foi inspirado por uma série de trotes de telemarketing transmitidos no programa Z Morning Zoo em 2012, no qual o apresentador liga repetidamente para uma mulher cada vez mais irritada para tentar convencê-la a comprar o WWE "Superslam" (um nome errôneo para o mês de agosto anual da WWE Pay-per-view SummerSlam). A certa altura, os apresentadores do Morning Zoo posam de ligações do Corpo de Fuzileiros Navais dos EUA para enganar a mulher em outra pegadinha surpresa de telemarketing. Ao longo dos falsos telefonemas de telemarketing, é tocada a conhecida música-tema de Cena, "The Time Is Now", mesmo sob protesto e ameaças da mulher aos apresentadores. O anfitrião também grita o nome de Cena na ocasião. Os vídeos do Unexpected Cena giram em torno da construção de suspense, levando a uma intrusão surpresa do vídeo de entrada e da música tema de Cena, cujo volume costuma ser drasticamente aumentado. O meme geralmente ataca sua publicidade exagerada e a insere em uma situação não relacionada como um "ladrão de cenas".
Desde sua primeira vez vencendo o campeonato da WWE na WrestleMania 21 em 2005 ao derrotar John "Bradshaw" Layfield (JBL), Cena tornou-se um dos lutadores mais populares de todos os tempos e um garoto-propaganda da WWE. Esse status o levou a se tornar gradualmente uma figura polarizadora entre os fãs de luta livre ao longo dos anos devido ao seu conjunto de movimentos aparentemente limitado (muitas vezes referido como "Five Moves of Doom") e constante representação como um personagem semelhante ao Superman, com ele frequentemente superando probabilidades virtualmente impossíveis de obter vitórias.
Como escreveu um jornalista, "alguns escolheram um caminho curto, mas agradável, enquanto outros foram incrivelmente elaborados em sua surpresa". David D., do blog Uproxx, considerou ser o mais alto grau de rickrolling, dado o quão "incrivelmente desagradável" a música tema é quando tocada do nada durante um clipe, mas também a chamou de imitação do partes em WWE Slam City em que John Cena e sua música tema também são apresentados em momentos inesperados. O meme também foi rotulado da mesma maneira que o de Dragon Ball Z, Shrek e Randy Orton "[RKO] from outta nowhere" Vines.

## Popularidade

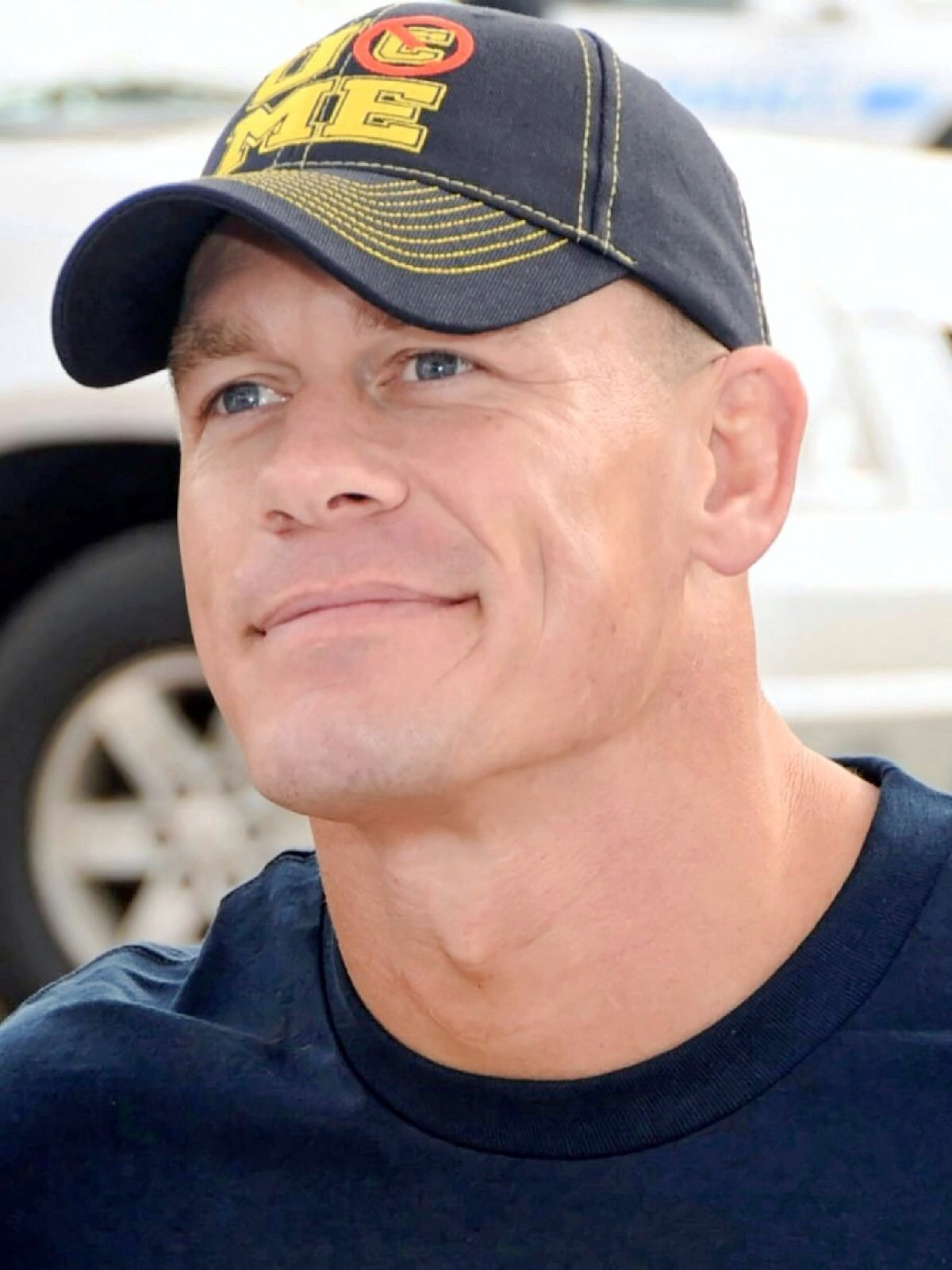
John Cena em 2012

Vídeos do meme de John Cena foram carregados pela primeira vez em sites como YouTube, Vine e Twitter e se tornaram populares por volta do verão de 2015, levando à cobertura do meme em publicações como Sports Illustrated e Uproxx. Vários sites de comédia fizeram listas sobre o And His Name is John Cena, como um artigo publicado no site oficial Smosh listando os vinte e dois melhores vídeos do meme e "15 razões pelas quais John Cena se tornou o meme perfeito da Internet" de Dorkly. O meme foi muito bem recebido pelos jornalistas, incluindo um que escreveu: "a Internet sabe como preservar a santidade de uma piada não expondo-a a ponto de você querer dar um tiro no rosto". Um vídeo dos Fine Brothers mostrando várias personalidades do YouTube reagindo a clipes do meme foi feito como parte da série YouTubers React.
Filmes como Homem-Aranha, Guerra nas Estrelas, Caça-Fantasmas, Titanic, filmes infantis como Inside Out, séries de televisão como Dora the Explorer, Blue's Clues, Power Rangers, Dragon Ball Z, Breaking Bad e até mesmo filmagens de outras lutas da WWE / AEW jogos foram usados para fazer os artigos. As fases foram feitas no Super Mario Maker com base no meme. A exposição de Jhon Cena Inesperada expandiu-se para a cultura offline; um vídeo foi carregado no Spotify mostrando um DJ de clube tocando "My Name Is" de Eminem antes de tocar o meme abruptamente, e estudantes universitários também fizeram cartazes baseados em seus famosos ditos que mostraram durante as câmeras para a ESPN Radio ' s show ESPN Radio College GameDay. Um redator do International Business Times sentiu que o meme ajudaria a WWE em suas lutas com a transição para a mídia digital, dada a crescente popularidade de Cena na internet a partir do meme.
John Cena expressou gratidão pelo fenômeno online em entrevistas, sentindo-se orgulhoso por pelo menos ser "aceito" por outros como uma figura da cultura popular.  A WWE fez seu próprio vídeo do Unexpected Cena compilando os momentos mais lembrados do lutador em que ele interrompia as lutas. Desta vez, no entanto, o apresentador do Z Morning Zoo anunciando seu nome é substituído por Jim Ross, e o volume da música é reduzido, o que um escritor achava que não entendia o humor do meme. Em 29 de junho de 2016, Cena e Cricket Wireless deram vida ao meme e ao artigo ao surpreender muitos de seus fãs durante uma audição real, com Bo Dallas e Summer Rae.